# Mataram Baru (plaats)
Mataram Baru is een bestuurslaag in het regentschap Lampung Timur van de provincie Lampung, Indonesië. Mataram Baru telt 8475 inwoners (volkstelling 2010).